# Harrison River (Milford Sound/Piopiotahi)
Der Harrison River ist ein Fluss im Südwesten der Südinsel Neuseelands und Teil der Darran Mountains im Fiordland-Nationalpark. Er führt das Schmelzwasser des Pembroke-Gletschers sowie das Wasser des Lake Pukutahi und Lake Never-never ab. Zahlreiche Bäche entlang der Bergflanken mit Wasserfällen von bis zu 275 m Fallhöhe münden in den nach Süden fließenden Fluss, in dessen Lauf die 25 m hohen Wairereata Falls liegen. Die Mündung liegt am Harrison Cove, einer Bucht des Milford Sound/Piopiotahi.